# 殘齒蘚
殘齒蘚（学名：Forsstroemia trichomitria）为隱蒴蘚科殘齒蘚屬下的一个种。

## 扩展阅读
- 維基物種上的相關：殘齒蘚